# Горяинов, Алексей Семёнович
Алексей Семёнович Горяинов (16 ноября 1934, Кузьминка, Курская область — 30 ноября 2024, Москва) — советский военный лётчик и военачальник. Заместитель Главнокомандующего ВВС по военно-учебным заведениям — начальник военно-учебных заведений ВВС (1987—1992), Заслуженный военный лётчик Российской Федерации (1993), генерал-полковник авиации (31.10.1986), военный лётчик 1-го класса. Лауреат Премии Правительства Российской Федерации за значительный вклад в развитие ВВС (2012).

## Биография
Родился 16 ноября 1934 года в деревне Кузьминка Курской области. Мать работала в колхозе бригадиром. Отец прошёл советско-финскую войну, был ранен. Работал на крупном железнодорожном узле рядом с деревней. Алексей окончил 7 классов Воробьёвской школы и поступил в Курскую спецшколу ВВС в 1949 году.
По окончании спецшколы в 1952 году был принят в Павлодарское лётное училище в Казахстане. Летал на Як-18. В декабре 1954 года был рекомендован для использования в истребительной авиации и направлен в Сталинградское военно-авиационное училище лётчиков, базировавшееся в то время в Новосибирске, которое окончил в 1957 году. Направлен для дальнейшего прохождения службы в Прикарпатский военный округ в истребительный авиационный полк в город Чортков. В 1959 году был переведён в Южную группу войск в 159-й истребительный авиационный полк. После расформирования полка в 1960 году переведён в 14-й гвардейский иап Южной группы войск.
В 1963 году поступил в Военно-воздушную академию имени Ю. А. Гагарина, которую окончил в 1967 году. Был направлен в 34-ю воздушную армию в Закавказский военный округ в Миха-Цхакая в 176-й истребительный авиационный полк на должность заместителя командира эскадрильи. В конце 1969 года назначен командиром 841-го гвардейского иап. С октября 1971 года — заместитель командира, а с июня 1974 года — командир 283-й истребительной авиационной дивизии. С конца октября 1977 года — командир 71-го истребительного авиационного корпуса 16-й воздушной армии (ГСВГ).
С сентября 1979 года — учёба в Военной академии Генерального штаба. После окончания академии — начальник штаба — первый заместитель командующего ВВС Московского военного округа.
С 25 июня 1982 года — командующий ВВС Закавказского военного округа. С января 1983 года — командующий ВВС Группы советских войск в Германии.
31 октября 1986 года присвоено воинское звание генерал-полковник авиации.
С 1987 года — заместитель Главнокомандующего ВВС по военно-учебным заведениям — начальник военно-учебных заведений ВВС. Сменил на этой должности Героя Советского Союза генерал-полковника авиации Григория Дольникова.
С 1992 года — старший группы советских военных специалистов в Республике Индия.
С сентября 1994 года на пенсии.
Освоил самолёты Як-18, Як-11, МиГ-15, МиГ-17, МиГ-21, МиГ-23, МиГ-27, Ан-14.
Военный лётчик 1-го класса. Заслуженный военный лётчик Российской Федерации.
Жил в Москве.
Скончался 30 ноября 2024 года на 91-м году жизни.

## Семья
Был женат. Сын проходил службу в ВС СССР на офицерских должностях. Почётный работник печати, лауреат премии «Медиаменеджер года 2001», лауреат премии «Медиаменеджер России 2003». Внуки.

## Звания
- Генерал-майор авиации (28.10.1976)
- Генерал-лейтенант авиации (16.12.1982)
- Генерал-полковник авиации (31.10.1986)

## Награды
- Орден «За службу Родине в Вооружённых Силах СССР» II степени;
- Орден «За службу Родине в Вооружённых Силах СССР» III степени;
- Медаль «В ознаменование 100-летия со дня рождения Владимира Ильича Ленина»;
- Медаль «20 лет Победы в Великой Отечественной войне 1941—1945 гг.»;
- Медаль «30 лет Победы в Великой Отечественной войне 1941—1945 гг.»;
- Медаль «40 лет Победы в Великой Отечественной войне 1941—1945 гг.»;
- Медаль «50 лет Вооружённых Сил СССР»;
- Медаль «60 лет Вооружённых Сил СССР»;
- Медаль «70 лет Вооружённых Сил СССР»;
- Медаль «За безупречную службу» I степени;
- Медаль «За безупречную службу» II степени;
- Медаль «За безупречную службу» III степени.

### Квалификация, звания и премии
- Заслуженный военный лётчик Российской Федерации (1993),
- Военный лётчик 1-го класса,
- Премия Правительства Российской Федерации за значительный вклад в развитие Военно-воздушных сил (17 декабря 2012 года) — за подготовку высококвалифицированных кадров для Военно-воздушных сил и Войск противовоздушной обороны[5],
- Почётный житель муниципального округа Марьина Роща города Москвы (2015)[6].